# Icnas
Icnas (en griego, Ἴχναι) es el nombre de una antigua ciudad griega de Tesalia.
Estrabón la ubicaba en el distrito de Tesaliótide y añade que es el lugar donde se veneraba a Temis Icnea. La mención de «icnea» como epíteto de Temis aparece también en el Himno homérico a Apolo y en la Alejandra de Licofrón. Se supone que el epíteto deriva de la ciudad de Icnas pero también se ha sugerido que, puesto que el significado de icnea es «la que rastrea», cualidad que es perfectamente aplicable para una diosa de la justicia, sería el topónimo de Icnas el que derivaría del epíteto.